# آن إليزا بليكر
آن إليزا بليكر (بالإنجليزية: Ann Eliza Bleecker)‏ (أكتوبر 1752 - 23 نوفمبر 1783). هي شاعرة ومراسلة أمريكية. وفي أعقاب إعادة إنشاء نيويورك، بليكر تزوجت عام 1769 جون جايمس بليكر وهو محامي نيو روتشيلي. شجعها زوجها على الكتابة، وقام بنشر أعمالها.
شهدت الثورة الأمريكية انضمام جون إلى ميليشيات نيويورك. بينما فرت آن مع ابنتيهما، ولم تتوقف عن الكتابة، وما تبقى من العائلة عاد إلى تروي. حزنت آن متأثرة من فقدانها لافراد أسرتها على مر السنين حتى وفاتها في 1783.
شِعر بليكر الرعوي دُرس من قبل المؤرخين لكسب منظور الحياة في الخطوط الأولى للثورة. ولها رواية «ماريا كيتل» وهي أول رواية أسر معروفة.

## طفولتها
وُلدت آن إليزا شويلر في أكتوبر عام 1752، في مدينة ألباني في مقاطعة نيويورك، وكانت الطفلة السادسة لوالدتها مارغريتا فان ويك (-1722 1777) ووالدها براندت شويلر (نحو 1716-1752)، وهما من التجار الناجحين وأعضاء في الأرستقراطية الهولندية الأمريكية، وبعد معاناة طويلة مع المرض، توفي والد آن شويلر قبل ولادتها في عام 1752.
عندما كانت آن طفلة عُرفت بقدرتها المبكرة على كتابة القصائد، وكثيرًا ما طُلب منها أن تلقي قصائدها التي تراوحت بين العاطفية أو الفكاهية إلى الراقية أو الهجائية، وغالبًا ما ألفت القصائد الارتجالية بناءً على طلب الأصدقاء.
تزوجت والدة آن مرة أخرى في عام 1760، وكان لزوجها الجديد أنتوني تينيك (1712-1775) ابنة واحدة تدعى سوزانا تينيك (1762-؟). وكانت عائلة تينيك جزءًا من النخبة الهولندية أيضًا، لذلك بدت طفولة شويلر مليئة بالأمان والرفاهية والسعادة.

## زواجها من جون جيمس بليكر
تزوجت آن شويلر من محام من مدينة نيو روتشيل يدعى جون جيمس بليكر (1745-1795) في 29 مارس عام 1769، وانتقل الزوجان إلى مدينة بكبسي بعد وقت قصير من زواجهما.
تخلى جون عن مهنة المحاماة وعمل بالزراعة في عام 1771، إذ انتقلا إلى ملكيته الريفية الرعوية في تومانوك في مدينة تروي على بعد ثمانية عشر ميل (29 كيلومتر) شمال مدينة ألباني في منطقة سكاتيكوك التي استقرت فيها الأسر الهولندية. «يعكس منزل بليكر ثراءهم من خلال مفروشاته وموقعه... من الحدائق الجميلة العامرة بالجمال، إلى البستان الصغير الذي تحده غابة كثيفة... وإلى الغرب، الحقول الشاسعة المزروعة وجدول تومانوك الصاخب».
اعتبرت بليكر منزلها «ملاذًا» وأغلب قصائدها الرعوية كُتبت في السنوات الخمس الأولى من حياتها قرب تومانوك، وراسلت أصدقاءها وأقاربها، وكتبت عن عزلتها وجمال البيئة المحيطة.
مثال مقتطف من قصيدتها مساء مرتَقَب:
«ألقِ عينيك خلف هذا المرج
الذي رسمته يدٌ إلهية
أبصِر الظلال الواسعة
لحاّفة الصنوبر المهيبة»
في ذلك الوقت كان لديها ابنتان -مارغريتا التي وُلدت في 11 أوكتوبر عام 1711، وأبليتجي (أبيلّا) المولودة في 5 يونيو عام 1776.
في 11 نوفمبر 1775 كان زوجها واحدًا من عدة نواب موكَّلين (أو مندوبين) عن مقاطعة ألباني إلى الكونغرس الإقليمي. شجع زوجها كتاباتها، ووصفها أنها تُبرز عبقريتها.
في شتاء عام 1779 نشرت بليكر دورية أطلقت عليها اسم «جريدة ألباني». تألفت الجريدة بالكامل من مقالاتها السياسية وقصائدها وقصصها القصيرة، التي أُنتجت لغرض وحيد هو مشاركة الأخبار والمتعة مع الأصدقاء والأقارب.

## أثر الثورة الأمريكية
في عام 1777، توقفت حياة عائلة بليكر الرعوية بسبب حرب الاستقلال الأمريكية وغزت القوات البريطانية تحت قيادة الجنرال جون بورغوين مدينة تروي من كندا (كجزء من حملة ساراتوجا للاستيلاء على نهر هدسون)، وردًّا على ذلك، انضم جون بليكر إلى ميليشيا نيويورك وهربت آن بليكر إلى الجنوب.
اضطرت بليكر إلى الهرب إلى ألباني سيرًا على الأقدام مع ابنتيها، الرضيعة أبيلّا ومارغريتا البالغة من العمر ست سنوات، توفيت أبيلّا على الطريق بسبب إصابتها بالزحار.
انضمت إليها في الطريق أمها وأختها كاتي سويتس، وواصلوا معًا الطريق إلى ريد هوك، لكن أمها توفيت في طريقها إلى هناك.